# بلک ایگل (بازیکن لاکراس)
بلک ایگل (انگلیسی: Black Eagle؛ زادهٔ تاریخ ورودی نامعتبر است) بازیکن لاکراس اهل کانادا است.